# Operazione Cicero
Operazione Cicero (Five Fingers) è un film del 1952 diretto da Joseph L. Mankiewicz, basato su una storia veramente accaduta e romanzata da L. C. Moyzisch in Operation Cicero. Sulla vicenda nel 1979 fu girata anche la miniserie televisiva italiana Accadde ad Ankara, per la regia di Mario Landi, con protagonista Stefano Satta Flores.
Si tratta della vicenda dell'agente segreto albanese Elyesa Bazna, nome in codice Cicero, una delle spie più famose che operò durante la seconda guerra mondiale. Lavorò per i nazisti tra il 1943 e il 1944, mentre era impiegato come cameriere dell'ambasciatore inglese presso il governo turco sir Hughe Montgomery Knatchbull-Hugessen ad Ankara.
Il suo nome in codice era Cicero. Egli fotografava documenti segreti inglesi, trasmettendo poi i rullini all'ambasciatore tedesco ed ex-cancelliere Franz von Papen, tramite l'addetto commerciale dell'ambasciata tedesca, Ludwig Carl Moyzisch. Bazna pubblicò nel 1962 la sua versione dei fatti nel libro I was Cicero.

## Trama

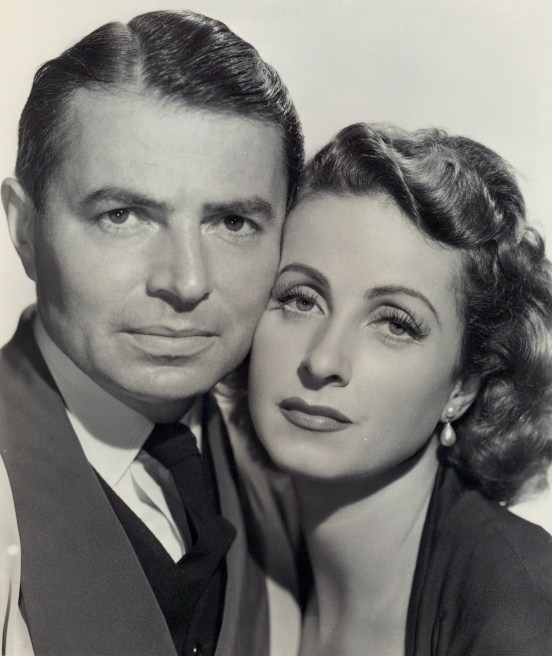
James Mason e Danielle Darrieux

Nella seconda guerra mondiale la Turchia è uno stato neutrale. Tuttavia i servizi segreti alleati come quelli dell'Asse si danno da fare per portare dalla propria parte il governo turco. La sera del 4 marzo 1944 l'ambasciatore tedesco Franz von Papen e il collega inglese Sir Frederic s'intrattengono con la contessa Anna Staviska, vedova di un conte polacco filotedesco. La contessa è in miseria, cosicché offre segretamente i suoi servigi come spia a von Papen, ma questi declina l'offerta.
Nella stessa notte vengono offerte all'addetto commerciale tedesco Moyzisch alcune fotografie di documenti segreti inglesi. Il misterioso offerente pretende in cambio 20.000 sterline. In un primo momento Moyzisch si rifiuta ma l'uomo gli pare così sicuro di sé che l'addetto promette di parlarne con l'ambasciatore, l'uomo misterioso acconsente e rientra all'ambasciata inglese. Egli è in realtà Ulisse Diello, il maggiordomo dell'ambasciatore Sir Frederic (precedentemente lo era stato della contessa Staviska).
Von Papen ottiene l'autorizzazione ad acquistare le fotografie e Moyzisch incontra nuovamente Diello, cui affibbia il nome in codice Cicero. L'addetto si mostra sorpreso che nelle fotografie compaiano i protocolli della conferenza di Teheran. Diello riceverà 15 000 sterline per ogni rullo fotografico che consegnerà a Moyzisch. Egli si reca poi dalla contessa portandole 5 000 sterline, le promette altro denaro, purché lei lo tenga nascosto e quindi le dichiara il suo amore. La contessa appare turbata dalle avances del Diello ma non rifiuta il suo denaro.
Moyzisch viene richiamato a Berlino: il generale Josef Kaltenbrunner e il capitano von Richter non sono convinti dell'autenticità delle fotografie e desiderano attendere un bombardamento in Romania indicato nei documenti di cui alle foto: il bombardamento ha luogo proprio come descritto nei documenti. Moyzisch acquista altre fotografie da Diello: i documenti relativi sono stati prelevati da quest'ultimo nella cassaforte dell'ambasciatore, da lui fotografati e poi riposti nuovamente ove si trovavano.
Intanto il Ministero degli Esteri turco sospetta von Papen di spionaggio e gli inglesi inviano ad Ankara il loro esperto di controspionaggio Colin Travers. Ma anche i tedeschi iniziano a insospettirsi: temendo che Diello faccia il doppio gioco, mandano von Richter perché lo tenga d'occhio.
Nel frattempo i rapporti fra la contessa, che si è ritirata in una villa, e Diello si fanno sempre più stretti e l'improvviso benessere della prima allarma Travers, mentre anche i tedeschi concentrano la loro attenzione su di lei. Diello incontra Richter e gli spiega che si tratta solo di denaro e che tutti i documenti fotografati nelle ultime sei settimane sono autentici. Nelle successive cinque settimane Diello riesce a farsi beffe dei suoi sorveglianti e a vendere altre fotografie di documenti segreti inglesi ai tedeschi. Ma questi vogliono metterlo alla prova: Von Richter gli chiede di fornirgli informazioni su una imminente operazione alleata segreta denominata Operazione Overlord. Diello promette di indagare.
Travers intanto ha acquisito la convinzione che la contessa abbia a che fare con un caso di spionaggio. Viene intercettata una comunicazione tedesca dalla quale emerge chiaramente che la spia lavora presso l'ambasciata inglese e quindi Travers installa un nuovo sistema di allarme nella cassaforte. Diello, assillato da un sinistro presentimento, sospende la sua attività, lascia cadere l'appuntamento con von Richter e con la contessa si dà da fare per procurarsi biglietti ferroviari e passaporti falsi.
Il mattino previsto per il viaggio Diello scopre che la contessa gli ha rubato tutto il denaro ed è fuggita in Svizzera. Inoltre la donna ha lasciato una misteriosa lettera indirizzata all'ambasciatore sir Frederic della quale egli si impadronisce. Diello allora promette a von Richter di fotografare i documenti sulla Operazione Overlord e di consegnarglieli a Istanbul.
Staccato l'allarme, Diello apre la cassaforte e inizia a fotografare i documenti quando la donna delle pulizie riattacca l'interruttore e la sirena si mette a suonare. Diello fugge, riconosciuto da Travers. Quest'ultimo, con i suoi uomini, insegue Diello fino a Istanbul, dove pensa di ucciderlo prima che possa consegnare i documenti ai tedeschi. Ma anche von Richter progetta di eliminarlo prima che cada in mano inglese.
Diello legge durante il viaggio la lettera che la contessa ha lasciato per sir Frederic, nella quale quest'ultima lo accusa presso l'ambasciatore di attività spionistica a favore dei tedeschi. Furioso, Diello riesce a seminare i suoi inseguitori e a vendere ai tedeschi le fotografie dei documenti sulla Operazione Overlord per 100 000 sterline, ma si accorge che costoro vorrebbero farlo fuori. Nel frattempo l'ambasciatore tedesco riceve una lettera dalla contessa, nella quale questa accusa Diello di essere un agente al soldo degli inglesi.
Ma Diello riesce a sfuggire a entrambi i servizi segreti e a imbarcarsi per Rio de Janeiro. Qui, depositate le sue centomila sterline in banca, si sistema in una lussuosa villa. Poche sere dopo riceve la visita del direttore della banca dove ha depositato i soldi, accompagnato da un poliziotto. Il funzionario lo informa che il suo denaro è stato confiscato dalle autorità: le banconote che ha versato sono false.

## Produzione
La protagonista femminile sarebbe dovuta essere Alida Valli ma, come raccontanto nel documentario “Alida” di Mimmo Verdesca, fu improvvisamente sostituita per incomprensioni con il produttore. Il 2 agosto 1951 fu annunciato che la protagonista femminile, nel ruolo di Anna, sarebbe stata l'attrice francese Micheline Presle che dovette rifiutare il ruolo perché in stato interessante e fu sostituita dalla connazionale Danielle Darrieux. Il film ricevette ottime critiche e procurò al regista Joseph L. Mankiewicz una candidatura al Premio Oscar per la miglior regia che fu però attribuito a John Ford per il film Un uomo tranquillo.

## Riconoscimenti
- Golden Globe 1953
  - migliore sceneggiatura
- Edgar Allan Poe Awards 1953
  - miglior film
- Premi Oscar 1953
  - Nomination al miglior regista
  - Nomination alla migliore sceneggiatura non originale

Nel 1952 il National Board of Review of Motion Pictures l'ha inserito nella lista dei migliori dieci film dell'anno.